# Eric Thornton
Eric Peter Hypolithe Thornton (Worthing, 5 luglio 1882 – Anversa, 26 novembre 1945) è stato un calciatore inglese naturalizzato belga.

## Carriera
Nel periodo nel quale militava nel Léopold venne selezionato per partecipare ai Giochi olimpici di Parigi 1900 nella squadra dell'Università di Bruxelles, riuscendo a vincere la medaglia di bronzo.
La sua carriera calcistica si svolse in Belgio infatti giocò nel già citato Léopold di Bruxelles e nel Beerschot, squadra di Anversa. Oltre ai club, giocò nella Nazionale belga due amichevole contro i Paesi Bassi, entrambe vinte dagli Orange.

## Palmarès
| Anno | Manifestazione | Sede   | Evento | Risultato | Note |
| ---- | -------------- | ------ | ------ | --------- | ---- |
| 1900 | Olimpiadi      | Parigi | Calcio | Bronzo    |      |